# José Manuel Haro Gil
José Manuel Haro Gil (n. Chiva, Comunidad Valenciana (España); 1971) es un político español.
Está divorciado y tiene dos hijas y es diplomado en ciencias empresariales. Fue Alcalde del Ayuntamiento de Chiva desde el año 2005 hasta 2015 y Diputado Provincial de Modernización de la Diputación Provincial de Valencia
desde donde impulsa la modernización de las Administraciones Locales de la Provincia de Valencia

## Cargos políticos y públicos
Estuvo afiliado a Nuevas Generaciones del Partido Popular desde 1995 hasta el año 2000 y al Partido Popular desde el año 2000 en adelante. Es miembro del Consejo Social de la Universidad Politécnica de Valencia desde el año 2007, Secretario Ejecutivo de Relaciones Institucionales del Partido Popular de la Provincia de Valencia desde el año 2008, Miembro de la Asamblea General del Consorcio para la ejecución de las previsiones del Plan Zonal de residuos de las zonas VI, VII y IX de la Comunidad Valenciana, Presidente Local del Partido Popular de Chiva desde el año 2002, Secretario General Comarcal del Partido Popular desde 2006 y Secretario Ejecutivo del PP de Valencia 2008
Asimismo, fue Presidente de la Mancomunidad Hoya de Buñol-Chiva desde el año 2005 hasta el año 2008, Presidente de Nuevas Generaciones de Chiva desde 1996 hasta el año 2000, Miembro del Comité Ejecutivo Provincial de Nuevas Generaciones desde el año 1996 hasta el año 1999, Concejal del Ayuntamiento de Chiva desde el año 1999 hasta el año 2005, Portavoz del Partido Popular en el Ayuntamiento desde el año 2000 hasta el año 2005.
Alcalde de Chiva en 2005,  considerado como uno de los políticos emergentes del Partido Popular de la Comunidad Valenciana, en 2007 obtuvo una abrumadora mayoría absoluta que repitió en 2011, tras 10 años al frente de la alcaldía, en 2015 tras volver a ganar las elecciones, pero sin mayoría absoluta,  dejó la alcaldía de Chiva. Es uno de los primeros alcaldes de España en usar las herramientas sociales para relacionarse con los ciudadanos
== Polémicas = En 2010 el Ayuntamiento de Chiva negoció con varios propietarios la expropiación de varias parcelas para la construcción de un campo de fútbol, incluido en la Ciudad del Deporte. La compensación proporcionada a los propietarios planteaba un precio por metro cuadrado (15,31 €) muy inferior a su precio real. Éstos recurrieron y, después de varios años, en 2016 el TSJCV determinó que correspondía un precio de 288,49 €

En el mes de septiembre de 2011, Haro presentó la dimisión de uno de sus concejales sin que éste tuviese conocimiento del hecho y sin que ni siquiera estuviese presente en el pleno municipal. Más tarde se supo que esto fue legitimado por la firma de la carta de dimisión que Haro obligaba a realizar a todos los componentes de su lista electoral antes de las elecciones, para así tener el control absoluto sobre el grupo municipal del PP en el Consistorio.
Con todo esto, la Junta Electoral tomó la decisión de devolver el acta al concejal dimitido al tener en cuenta "su reiterada declaración de no haber renunciado en ningún momento a la condición de concejal".